# Todd Phillips
Todd Phillips, ursprungligen Todd Philip Bunzl, född 20 december 1970 i Brooklyn, New York, är en amerikansk filmregissör, filmproducent och manusförfattare. 

## Filmografi
- 1994 – Hated: GG Allin and the Murder Junkies
- 1998 – Frat House
- 2000 – Road Trip
- 2000 – Bittersweet Motel
- 2003 – Old School
- 2004 – Starsky & Hutch
- 2006 – Nördskolan
- 2009 – Baksmällan
- 2010 – Due Date
- 2011 – Baksmällan del II
- 2012 – Stand Up Guys
- 2013 – Baksmällan del III
- 2016 – War Dogs
- 2018 – A Star Is Born (endast produktion)
- 2019 – Joker
- 2024 – Joker: Folie à Deux